# Кріммль (водоспад)
Водоспад Кріммль (нім. Krimmler Wasserfälle) — каскад водоспадів, розташований на річці Кріммлер-Ахе (приток річці Зальцах), біля села Кріммль, австрійська земля Зальцбург. Один з найвищих каскадів водоспадів в Європі — його сумарна висота складає 380 метрів.

## Водоспад

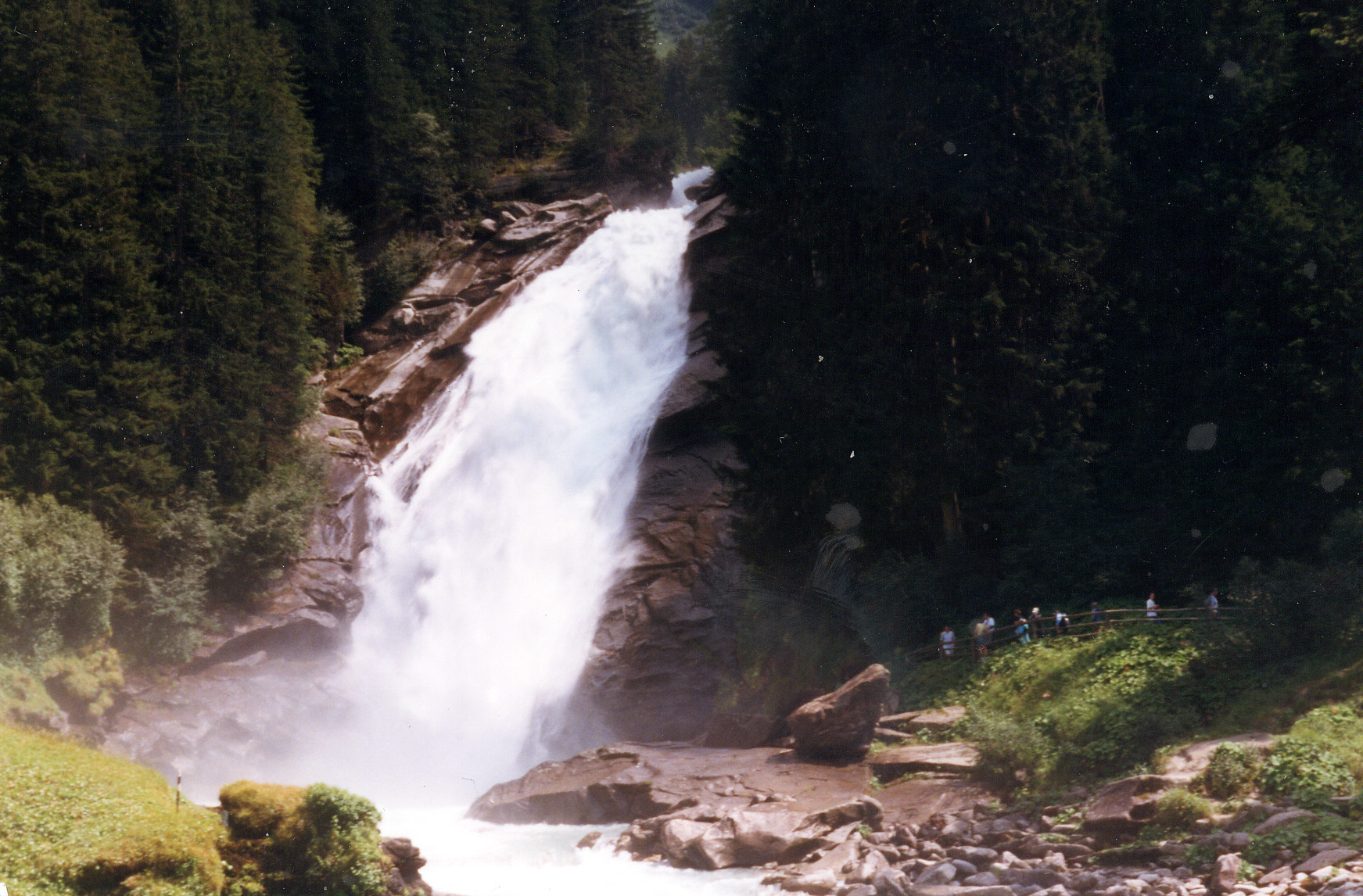
Нижній каскад водоспаду Кріммль.

Водоспад Кріммль — багаторівневий водоспад. Водоспад починається у верхній частині долини Кріммлер-Ахе і падає вниз у три етапи. Верхній щабель має падіння 140 метрів, середина 100 метрів, а найнижча — 140 метрів. Найвища точка водоспаду — 1470 метрів над рівнем моря.

## Потік
Кріммлер-Ахе — це [льодовиковий] річка, потік якої значно відрізняється від сезону. Його об'ємний потік у червні та липні становить 20 000 м³/год (близько 5,28 млн галонів на годину), а в лютому — лише 500 м³/год (близько 0,13 млн галонів на годину). Найбільший виміряний потік був 25 серпня 1987 року, коли він становив 600 000 м³/год, або майже 160 млн галонів на годину.
Нижче річка приєднується до Зальцаху, що тече до Інну, а потім до Дунаю.

## Туризм
Для того, щоб туристи могли бачити водоспад без труднощів, Ігнац фон Кюрсінгер з міста Міттерзілль створив шлях до верхньої частини водоспаду. У 1879 році Австрійський альпійський клуб покращив дорогу, щоб забезпечити більш панорамний вид. Близько 400 тисяч людей відвідують водоспади щорічно. Водяний пил водоспаду створює ідеальні умови для росту сотень мохів, лишайників і папоротей. Околиці є місцем проживання 62 видів птахів.
Існує негативний вплив на місцевих жителів через високий рівень руху в маленькому селі, а також через ерозію на дорозі.

## Посиланя
- Krimmler Wasserfälle web-site [Архівовано 31 березня 2019 у Wayback Machine.] (англ.)
- Krimmler Wasserfälle at Salzburger-Saalachtal (нім.)
- Krimmler Wasserfalle stats on World Waterfall Database [Архівовано 1 грудня 2010 у Wayback Machine.] (англ.)
- Pictures and travel information on European waterfalls [Архівовано 22 жовтня 2014 у Wayback Machine.] (англ.)
- Водоспад Кріммлер, один з найвищих європейських водоспадів [Архівовано 6 квітня 2019 у Wayback Machine.]